# 卡梅洛·瓦伦西亚
卡梅罗·瓦伦西亚（Carmelo Valencia，1984年7月13日—），是哥伦比亚职业足球运动员，现在效力于中国足球甲级联赛球队北京控股，司职前锋。

## 俱乐部生涯
2003年，瓦伦西亚在民族竞技开始职业足球生涯，之后先后效力于皇家卡塔赫纳、帕斯托和百万富翁等哥伦比亚球队。
2010年1月18日，加盟K联赛球队蔚山现代，签约3年。
2011年加盟阿根廷球队纽韦尔老男孩，2012年回到哥伦比亚，转投拉伊奎达德。
2013年2月，瓦伦西亚加盟中国足球超级联赛球队天津泰达。 瓦伦西亚在2013赛季中超联赛出场29次，射进16球，仅次于埃尔克森，位列射手榜第二位。